# Теплівка (Сімферопольський район)
Теплі́вка (до 1945 — Кунь-Тувга́н, крим. Kün Tuvğan) — село Сімферопольського району Автономної Республіки Крим. Підпорядковане Миколаївській селищній раді. Населення села — 1829 осіб.

## Населення
Згідно з переписом УРСР 1989 року чисельність наявного населення села становила 544 особи, з яких 248 чоловіків та 296 жінок.
За переписом населення України 2001 року в селі мешкало 1811 осіб.

### Мова
Розподіл населення за рідною мовою за даними перепису 2001 року:
| Мова              | Відсоток |
| ----------------- | -------- |
| кримськотатарська | 53,20 %  |
| російська         | 33,24 %  |
| українська        | 10,17 %  |
| циганська         | 1,97 %   |
| білоруська        | 0,11 %   |
| грецька           | 0,11 %   |
| німецька          | 0,11 %   |
| молдовська        | 0,05 %   |
| інші              | 1,04 %   |